# Éditions Denoël
Éditions Denoël este o editură fondată la 10 aprilie 1930 de către editorul belgian Robert Denoël și de prietenul său american Bernard Steele. Inițial a fost numită Éditions Denoël-Steel. Aparține grupului Gallimard după achiziționarea a 90% din acțiuni ale societății de către Gaston Gallimard în 1946. Editura cunoaște primul său succes cu publicarea în 1932 a romanului Voyage au bout de la nuit (Călătorie spre sfârșitul nopții) scris de Louis-Ferdinand Céline.

## Legături externe
- Site-ul oficial

## Vezi și
- Présence du futur